# Mission Erde – Sie sind unter uns
Mission Erde – Sie sind unter uns ist eine von Star-Trek-Schöpfer Gene Roddenberry erdachte kanadisch-US-amerikanische Science-Fiction-Fernsehserie, die es zwischen 1997 und 2002 auf 110 Folgen brachte. Roddenberrys Witwe Majel Barrett brachte die Entwicklung der Serie auf der Basis von Aufzeichnungen und Notizen ihres 1991 gestorbenen Mannes auf den Weg.

## Handlung

### Vorgeschichte
Auf der Erde landet um 2015 eine außerirdische Spezies, die sich selbst die Taelons nennt. Diese haben Kontakt mit den Menschen aufgenommen und mischen sich aktiv in die Kultur ein. So schenken sie den Menschen fortschrittlichere Technologie, bekämpfen Hunger und Krankheiten in der menschlichen Bevölkerung. Doch nicht alle Erdenbürger folgen blindlings den Versprechungen der sogenannten Companions: Eine vom Milliardär Jonathan Doors geleitete Widerstandsbewegung glaubt den guten Absichten der Taelons nicht und versucht, die wahren Gründe für die Ankunft der Taelons auf der Erde aufzudecken.

### Staffel 1
Der ehemalige Polizist William Boone arbeitet als Doppelagent für die Widerstandsbewegung, zusammen mit der Pilotin Lili Marquette. Beide sind bei den Companions angestellt, Boone als sogenannter Companionbeschützer, wofür er ein CVI (Cybervirales Implantat) eingesetzt bekam, dieses wurde jedoch von der ebenfalls für den Widerstand arbeitenden Ärztin Doktor Belman so manipuliert, dass der Motivationsimperativ inaktiv ist und Boone somit seine Handlungen und Entscheidungen ohne den Einfluss der Taelons treffen kann. Boone willigte erst ein, als Companionbeschützer zu arbeiten, nachdem seine Frau bei einem mysteriösen Unfall ums Leben kam. Er wurde auf die persönlichen Wünsche Da'ans hin rekrutiert und wurde somit zugleich dessen Leibwächter. Um diese Aufgabe mit hoher Effizienz erledigen zu können, wurde ihm eine nur mittels des CVIs kontrollierbare biologisch gezüchtete Waffe, ein sogenannter Skrill, in den rechten Unterarm eingepflanzt, der je nach dem Willen des Trägers durch einen Energieimpuls sowohl betäuben als auch töten kann.

### Staffel 2 bis 4
Ab der zweiten Staffel wird die Rolle Boones als wichtiges Mitglied der Widerstandsbewegung von Liam Kincaid übernommen. Dieser ist das „Kind“ von Companionbeschützer Beckett und Ha'gel, welcher der letzte einer alten, den Taelons ähnlichen Spezies abstammte, den Kimera, welche jedoch von den Taelons ausgelöscht wurde. Dadurch ist Kincaid kein reiner Mensch, sondern ein Hybride aus Kimera (30 %) und Mensch (70 %), zudem hat er das Shaqarava, ein Organ, das seinem Träger ermöglicht, einen gebündelten Energiestoß abzufeuern, von seinem Vater geerbt. Die Kindheit Kincaids dauerte nur wenige Tage, er wurde vom Widerstand großgezogen und gehört diesem folglich an. Im Gegensatz zu anderen Menschen besitzt Liam keine Doppelhelix, sondern 3 DNA-Stränge.

### Staffel 5
In der fünften Staffel wird Liam Kincaid für tot gehalten. Die zentrale Figur der Serie ist nun Renee Palmer. Ihre Gegner sind aber nicht länger die Taelons, sondern die Atavus, zu denen die Taelons mutiert sind. Die aggressiven Atavus werden von Howlyn angeführt, der in Ronald Sandoval einen Unterstützer findet. In dieser letzten Staffel kehren einige Hauptfiguren aus den vorigen Staffeln, wie Boone, Zo'or und Kincaid für Gastauftritte zurück.

## Synchronisation
| Rolle                   | Darsteller         | Synchronsprecher         |
| ----------------------- | ------------------ | ------------------------ |
| William Boone           | Kevin Kilner       | Peter Reinhardt          |
| Liam Kincaid            | Robert Leeshock    | Bernd Vollbrecht         |
| Lili Marquette          | Lisa Howard        | Arianne Borbach          |
| Renee Palmer            | Jayne Heitmeyer    | Bettina Weiß             |
| Ronald Sandoval         | Von Flores         | Viktor Neumann           |
| Marcus „Augur“ Deveraux | Richard Chevolleau | Stefan Krause            |
| Jonathan Doors          | David Hemblen      | Ernst Meincke            |
| Da'an                   | Leni Parker        | Oliver Rohrbeck          |
| Zo'or                   | Anita La Selva     | Michael Pan              |
| Dr. Julianne Belman     | Majel Barrett      | Kerstin Sanders-Dornseif |

## DVD
Eine deutsche Version der ersten Staffel erschien unter der Bezeichnung Gene Roddenberry's Earth Final Conflict – Staffel 1 am 29. Mai 2015. Diese Veröffentlichung wurde von Pandastorm Pictures als codefree angekündigt. Bereits am 18. September 2015 erschien die zweite Staffel in Deutschland auf DVD. Für 2016 wurden weitere Veröffentlichungen angekündigt. Staffel 3 wurde am 29. Januar 2016 veröffentlicht. Staffel 4 wurde am 15. April 2016 veröffentlicht. Die Veröffentlichung der 5. und letzten Staffel droht im deutschsprachigen Raum an der komplizierten Lizenzlage zu scheitern, wie der Verlag am 4. Februar 2019 bekannt gab. Auch nach mehrjähriger Suche konnten bisher nicht alle Rechteinhaber ausfindig gemacht werden.

## Hintergrund
- Ursprünglich sollte die Serie Battleground: Earth heißen, aber die Produzenten befürchteten eine zu große Ähnlichkeit mit L. Ron Hubbards Roman Battlefield Earth.
- Majel Barrett spielt in den ersten drei Staffeln Dr. Julianne Belman, eine für die Taelons und die Widerstandsbewegung tätige Ärztin. Auf dem Schreibtisch in ihrem Büro steht ein Bild von Gene Roddenberry.
- In Deutschland wurde die Serie ab 1999 auf VOX ausgestrahlt. Die vierte Staffel erreichte jedoch nur die 16. Folge; dann wurde Mission Erde – Sie sind unter uns durch die Serie Dark Angel ersetzt. Später wurde die Serie inklusive der vierten Staffel auf dem Sci-Fi-Kanal des Bezahlfernsehsenders Premiere und seit dem 5. März 2007 auf Tele 5 ausgestrahlt.[7]
- Die fünfte Staffel wurde bis heute nicht synchronisiert.
- Nach der erstmaligen Ausstrahlung von Mission Erde – Sie sind unter uns auf Syfy hat man sich entschlossen, die Sendung nun unter dem Namen des englischen Originals auszustrahlen.
- In fast jeder Staffel sterben Hauptcharaktere, von denen einige in späteren Folgen „reinkarniert“ werden. Dies ist der Fall bei den Charakteren William Boone und Zo’or, die als Mensch bzw. weiblicher Atavus wiederkehren. Einzig der Hauptcharakter Ronald Sandoval tritt durchgängig in allen fünf Staffeln respektive 110 Folgen der Fernsehserie auf.

## Auszeichnungen und Nominierungen
- Primetime Emmy Award:
  - 1998: Nominierung für Michael McMurray in der Kategorie „Outstanding Cinematography for a Series“ für die Folge Das Geheimnis der Schmetterlinge
  - 1998: Nominierung für Micky Erbe und Maribeth Solomon in der Kategorie „Beste Titelmelodie“

- Saturn Award:
  - 1998: Nominierung in der Kategorie „Best Genre Cable/Syndicated Series“

- Gold Plaque (Chicago International Film Festival)
  - 2003: Auszeichnung für David Winning in der Kategorie „Special Achievement in Direction“ für die Folge Termination

- Gemini Award
  - 1998: Auszeichnung für Maribeth Solomon und Micky Erbe in der Kategorie „Best Original Music Score for a Dramatic Series“ für die Folge Das keltische Grabmal
  - 1998: Nominierung für Stephen Roloff in der Kategorie „Best Production Design or Art Direction in a Dramatic Program or Series“ für die Folge Russisches Roulette
  - 1998: Nominierung für Eric Apps, David Rose, Steve Baine, John Douglas Smith, Tom Bjelic, Orest Sushko und David Yonson in der Kategorie „Best Sound in a Dramatic Program or Series“ für die Folge Bittere Wahrheit
  - 1998: Nominierung für Stephen Roloff, John Kerns, Anthony Paterson und Neil Williamson in der Kategorie „Best Visual Effects“ für die Folge Russisches Roulette
  - 1999: Nominierung für Michael McMurray in der Kategorie „Best Photography in a Dramatic Program or Series“
  - 1999: Nominierung für John Douglas Smith, Tom Bjelic und Richard Harkness in der Kategorie „Best Sound Editing in a Dramatic Program or Series“
  - 2000: Nominierung für Anita La Selva in der Kategorie „Best Performance by an Actress in a Featured Supporting Role in a Dramatic Series“
  - 2000: Nominierung für Maribeth Solomon und Micky Erbe in der Kategorie „Best Original Music Score for a Dramatic Series“
  - 2000: Nominierung für Chris Czopnik, Allan Fung, John Douglas Smith, Steve Baine und Tom Bjelic in der Kategorie „Best Sound Editing in a Dramatic Program or Series“
  - 2001: Nominierung für David Moxness in der Kategorie „Best Photography in a Dramatic Program or Series“
  - 2002: Nominierung für Graham Cunningham, Jeff Krebs, Steve D’Onofrio, Ian Britton, Brian Lui, Derek Lang, Ariel Joson und Stephen Roloff in der Kategorie „Best Visual Effects“

- Golden Reel Award
  - 1999: Nominierung für John Douglas Smith in der Kategorie „Best Sound Editing – Television Episodic – Dialogue & ADR“
  - 2000: Nominierung für Tom Bjelic und John Douglas Smith in der Kategorie „Best Sound Editing – Television Episodic – Effects & Foley“ für die Folge Die totale Erinnerung

- OFTA Television Award (Online Film & Television Association)
  - 1998: Auszeichnung in der Kategorie „Best Direction in a Syndicated Series“
  - 1998: Nominierung in der Kategorie „Best New Drama Series“
  - 1998: Nominierung für Majel Barrett in der Kategorie „Best Actress in a Syndicated Series“
  - 1998: Nominierung in der Kategorie „Best Writing in a Syndicated Series“
  - 1998: Nominierung für Micky Erbe und Maribeth Solomon in der Kategorie „Best New Theme Song in a Series“
  - 1998: Nominierung in der Kategorie „Best New Titles Sequence in a Series“
  - 1999: Nominierung in der Kategorie „Best Syndicated Series“
  - 1999: Nominierung in der Kategorie „Best Ensemble in a Syndicated Series“
  - 1999: Nominierung in der Kategorie „Best Direction in a Syndicated Series“
  - 1999: Nominierung in der Kategorie „Best Writing in a Syndicated Series“
  - 1999: Nominierung in der Kategorie „Best Costume Design in a Series“
  - 1999: Nominierung in der Kategorie „Best Visual Effects in a Series“

- Gold Award (WorldFest Houston)
  - 2002: Auszeichnung für David Winning in der Kategorie „Television and Cable Production – TV Series-Dramatic“ für die Folge Termination